# Pedro Dorado Montero
Pedro García Dorado Montero (Navacarros, 19 de mayo de 1861-Salamanca, 25 de febrero de 1919) fue un jurista, penalista y criminalista español. Introdujo el positivismo jurídico en España, frente al iusnaturalismo católico tradicional, es considerado representante del correccionalismo español y un adelantado de la criminología radical que consideraba al derecho penal como instrumento de control social de las clases hegemónicas o poderosas para someter y controlar a las desposeídas.

## Datos biográficos y académicos
Nació en la localidad salmantina de Navacarros el 19 de mayo de 1861, en el seno de una humilde familia campesina. Siendo un niño inició sus estudios en Béjar, donde su rendimiento le permitió lograr una beca del Colegio Mayor San Bartolomé, para estudiar Derecho, y filosofía y letras en la Universidad de Salamanca. Una vez concluidas en 1883, Dorado Montero logró el grado de doctor en 1895 en Madrid.

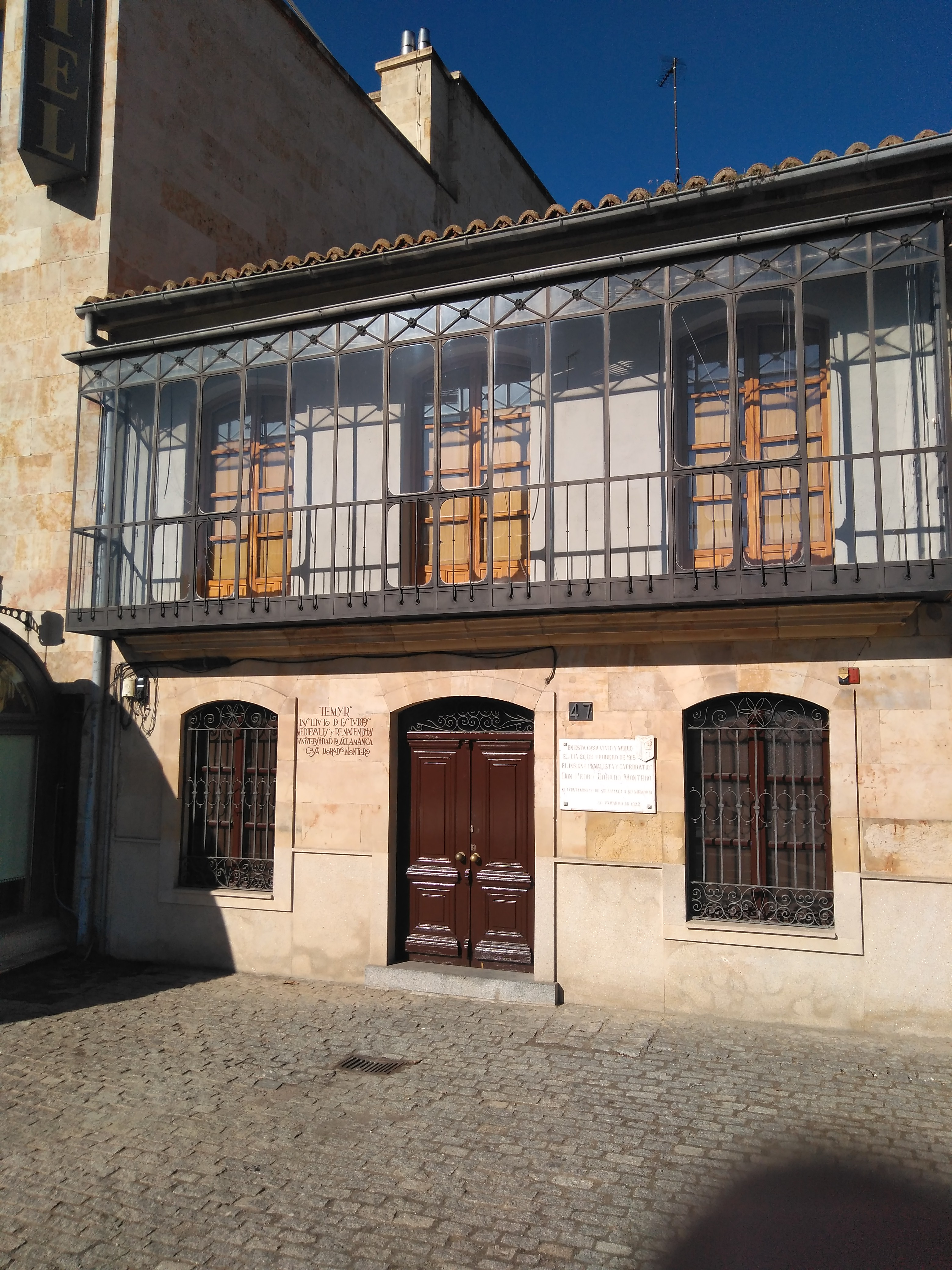
Casa de Dorado Montero en Salamanca, donde vivió y falleció.

Mientras estudiaba como becario en la Universidad de Salamanca entró en contacto con José de Onís López, con cuya sobrina María Luisa de Onís, se casaría. De su matrimonio tendría tres hijos: María Luisa que fue la primera catedrática de Instituto de España, Pedro y Elvira, quien donó a la Universidad la casa del Paseo Rector Esperabé donde vivió Dorado Montero. Fue compañero de Claustro de Miguel de Unamuno.
Pedro Dorado Montero se vio sometido durante toda su existencia a los avatares de una salud siempre frágil. Poseyó casa propia -hoy patrimonio de la Universidad, recientemente restaurada-, cuyo alejamiento del centro de la ciudad da testimonio de su voluntad de apartamiento. Sus hijas María Luisa y Elvira donaron al Viejo Estudio su biblioteca y archivo epistolar.
De 1885 a 1887 estuvo becado en el Colegio de San Clemente de Bolonia. Su estancia es vital para entender las aportaciones de Dorado a la jurisprudencia española dominada por el iusnaturalismo católico. Se formó en los criterios doctrinales de Scuola Positiva de Lombroso, Ferri y Garofalo. En la capital de España entró en relación con Francisco Giner de los Ríos y su Institución Libre de Enseñanza. Fruto de esta doble y bien dispar influencia es la penología doradiana.
Tras finalizar sus estudios regresa a Salamanca, donde comienza a impartir clases en la universidad. En 1887 se convierte en profesor auxiliar de la Facultad de Derecho, y en 1892 obtiene la cátedra de Derecho Político y Administrativo en la Universidad de Granada. Gracias a un cambio de plaza con su colega Jerónimo Vida Vilches regresa a Salamanca como catedrático de Derecho Penal desde 1892.
Dorado Montero murió después de casi tres años de soportar un cáncer de duodeno. 
Actualmente el edificio de Escuelas Mayores de la Universidad de Salamanca acoge un aula dedicada a su memoria. Además, una calle de Salamanca lleva su nombre.

## Pensamiento innovador en España - aportaciones europeas
La presencia de Dorado en la cátedra de Derecho Penal en Salamanca fue muy importante, no sólo porque le dio una nueva orientación a esta disciplina mediante la introducción de la criminología moderna en España, sino porque otorgó a la enseñanza un rigor teórico casi obsesivo, prácticamente desconocido por aquel entonces. Introdujo el pensamiento jurídico europeo en la universidad española. Su base doctrinal se encuentra en la Rivista Italiana di Sociología, Tomo XI de 1907.
Dorado fue, en palabras de Santiago Valentí Camp, un innovador que introdujo en España las obras de Garofalo, Lombroso, D'Aguanno, Nitti y Sighele, figuras preeminentes del positivismo. Trajo a España el derecho contemporáneo europeo en sus distintas ramas y creó una nueva conciencia jurídica en este país, hasta entonces anclada en un integrismo tradicional-.
Dorado fue colaborador frecuente de la Enciclopedia Jurídica española y traductor de autores alemanes e italianos que, gracias a su esfuerzo, se conocieron en España. Tradujo textos de Raffaele Garofalo, Theodor Mommsen, Stricker, Paul Eltzbacher, D'Aguanno, Ludwig Gumplowicz, Sighele Escipión, Franz von Liszt, Rudolph Sohm y Adolf Joseph Matthäus Merkel.

### Correccionalismo penal español
Para algunos autores Dorado, más que positivista, fue correccionalista. Era un defensor de la "pedagogía correccional" como un "derecho protector" de los delincuentes, desprovisto por completo de sentido represivo y doloroso, animado tan sólo de una finalidad tutelar y protectora.

### Positivismo frente a iusnaturalismo
El derecho penal iusnaturalista pecaba de etnocentrista y se había convertido en biologista racista, a cuyo amparo nacieron la antropología y la criminología como el estudio de hombres delincuentes biológicamente inferiores. Frente a ese statu quo, el positivismo, entre otros el del positivista dualista alemán Von Liszt, se consideraba peligroso.

### Precursor de la Defensa Social
Cuello Calón califica a Dorado Montero como precursor de la "Defensa Social", aunque no llegó a especificar si dentro del planteamiento original de Filipo Gramática o de las posiciones más contemporizadoras de Marc Ancel (La Nueva Defensa Social). Dorado fue más atrevido y radical en muchos de sus planteamientos penales que las ideas de la Defensa Social.

### Anarquismo y socialismo
Dorado mantuvo algunas posiciones anarquistas —publicó en la prensa anarquista o ácrata de la época, además de mantener trato con figuras como Ricardo Mella— pero de manera lateral, incluso renegando de la posición antiinstitucional de los anarquistas.
Dorado se posicionó con firmeza y continuidad como un defensor de muchas de las ideas socialistas. Publicó en revistas obreras y prensa socialista, dictaba conferencias en organizaciones obreras. Sin embargo, su socialismo fue ambiguo y de corte social, similar al de Unamuno en algunos aspectos.

### Criminología radical
Dorado, en su libro Valor Social de las Leyes y Autoridades, defendió la supresión del derecho positivo, posición que lo convierte en un adelantado de la criminología radical, que mira al derecho penal como instrumento de control social de las clases hegemónicas o poderosas para someter y controlar a las desposeídas:

«¿No es también verdad que las autoridades de todas las épocas, y toda la clase de poderes públicos, cualquiera que haya sido su forma, se han desecho sin escrúpulo alguno de cuantos individuos han considerado como un estorbo para sus propósitos, y han
causado con ello muchas muertes y todo género de ofensas, lo misino que puedan hacerlo los tenidos por criminales?»"Valor Social de las Leyes y Autoridades"

Los delitos, para la criminología radical, son definidos y establecidos por el poder político y económico con el objeto de proteger sus intereses, amenazados por las reacciones que genera la injusticia social.

## Intento de excomunión propuesto por el obispo de Salamanca en 1897
Su permanente inquietud intelectual le llevó a enfrentarse en más de una ocasión al integrismo más tradicional. De entre estas disputas ideológicas la más conocida fue, sin duda, la que sostuvo en 1897 con el obispo de Salamanca, Tomás de Cámara, desencadenada como consecuencia de una denuncia de un grupo de alumnos en la que se le acusaba de revolucionario y de seguir doctrinas deterministas y materialistas que "no sólo son groseros errores filosóficos, sino herejías opuestas a los dogmas de nuestra Sacrosanta Religión Cristiana". Cámara lanzó la propuesta de excomunición contra Dorado Montero que le pretendía echar de la Universidad. Tras varios meses de polémica, el rector de la Universidad, Mamés Esperabé, respaldó a Dorado Montero, acogiéndose a una Circular del Ministerio de Fomento sobre "amparo a los catedráticos en el ejercicio de su profesión". Según indica Valentí Camp, "el Gobierno conservador estuvo muy cerca de dictar una medida arbitraria semejante a la de Manuel Orovio, cuando separó del profesorado a Nicolás Salmerón, Francisco Giner de los Ríos y otros eminentes catedráticos. Pero Cánovas no se atrevió con Dorado Montero, que sostuvo en aquella ocasión, con bravura, su punto de vista, defendiendo la libertad de la cátedra, al amparo del artículo 11 de nuestra Constitución."

## Obra
Dorado Montero desarrolló una intensa teoría doctrinal de entre la que cabría destacar la publicación de obras como "Problemas jurídicos contemporáneos" (1893), "Del Derecho Penal represivo al preventivo" o "Bases para un nuevo Derecho Penal" (1902).
- 1890 - La Antropología criminal en Italia.
- 1891 - El positivismo en la ciencia jurídica y social italiana.
- 1893 - Problemas jurídicos Contemporáneos.
- 1895 - Problemas de Derecho penal (I)
- 1898 - El reformatorio de Elmira.
- 1901 - Estudios de Derecho penal preventivo.
- 1901 - Contribución al estudio de la historia primitiva de España (el derecho penal en Iberia), Madrid, Imprenta de la Revista de Legislación.
- 1901 - Del problema obrero.
- 1902 - Bases para un nuevo Derecho penal, Barcelona, José Gallach.
- 1903 - Valor social de leyes y autoridades, Barcelona, Sucesores de Manuel Soler.
- 1905 - Nuevos derroteros penales. (reed. 1999, Pamplona, Jiménez Gil, ISBN 84-923460-6-X)
- 1905 - Los peritos médicos y la justicia criminal, Madrid, Ed. Hijos de Reus. (reed. 1999, Pamplona, Jiménez Gil, ISBN 84-923460-8-6)
- 1906 - De penología y criminología.
- 1909 - 1911 - El derecho y sus sacerdotes.
- 1910 - 1911 - La Psicología criminal en nuestro derecho legislativo (La psicología criminal en la legislación española).
- 1911 - El Derecho y sus sacerdotes.
- 1916 - El Derecho protector de los criminales (I-II) (reed. 1999, Pamplona, Analecta, ISBN 84-95283-01-8)
- Naturaleza y función del derecho (obra póstuma) (reed. 2006 por Editorial Reus, ISBN 978-84-290-1456-3)
- Del Derecho Penal represivo al preventivo

### Otras obras
- 1911 - Prólogo al libro de Santiago Valentí Camp, Vicisitudes y anhelos del pueblo español, 1911, Barcelona, Antonio Virgili.

## Traducciones
- 18?? - Ludwig Gumplowicz, Derecho político filosófico' (trad., prólogo y notas de Pedro Dorado), Madrid, La España Moderna. -reed. Ed. Analecta, 2002 ISBN 84-95283-79-4-
- 190? - Theodor Mommsen, Derecho Penal Romano (1899), (ediciones en 1 y 2 vol.) -reedit. por Temis, Bogotá, 1976-
- 1901 - Theodor Mommsen, Compendio de Derecho Público Romano, Madrid, La España Moderna,
- 1919 - Giuseppe D'Aguanno,  La génesis y la evolución del derecho civil según los resultados de las ciencias antropológicas e histórico-sociales, introducción de G.P. Chironi, Madrid, La España Moderna -1920?, 2 volúmenes.